# فردونیا (کنتاکی)
فردونیا (به انگلیسی: Fredonia) شهری در ایالت کنتاکی کشور ایالات متحده آمریکا است که جمعیت آن در سرشماری سال ۲۰۱۰ میلادی، ۴۰۱ نفر بوده‌است.